# Saïd Boutahar
Saïd Boutahar (Rotterdam, 12 agosto 1982) è un ex calciatore olandese, di ruolo centrocampista.

## Carriera
Esordisce con il Feyenoord in Eredivisie, la massima serie del campionato dei Paesi Bassi, il 9 dicembre 2001, allenato da Bert van Marwijk. A fine stagione, dopo aver collezionato una sola presenza, passa all'Excelsior Rotterdam, con cui nella stagione 2002-2003 gioca 30 partite e segna 9 reti.
Gioca una stagione con il Waalwijk, prima di passare al N.E.C. nel 2004.
Debutta con la nuova maglia il 14 agosto contro il Willem II Tilburg, in una partita vinta 2-0.
Segna il primo gol alla settima giornata di campionato, contro il Roosendaal.
Il 15 maggio 2005 realizza una doppietta contro il De Graafschap. Conclude la sua prima stagione con il club di Nimega con 30 presenze e 7 gol.
Nella stagione 2005-2006 gioca 30 partite, tutte in Eredivisie, e segna 3 gol (contro Roda JC, RKC Waalwijk e 	NAC Breda.
Nella sua ultima stagione a Nimega colleziona 27 presenze e 3 gol, segnati tutti contro l'Heracles Almelo grazie ad una doppietta che ha regalato la vittoria per 2-0 nel girone di andata e al gol del vantaggio nella partita del girone di ritorno, pareggiata 2-2.
Nell'estate del 2007 viene ingaggiato dal Willem II Tilburg, con cui esordisce il 17 agosto giocando da titolare contro l'Heerenveen in una partita terminata a reti inviolate. Realizza il primo gol nella giornata successiva, contro lo Sparta Rotterdam.
Nella stagione successiva, l'8 novembre 2008 contro il Roda JC, segna la sua prima doppietta con la maglia del club di Tilburg grazie alla quale la sua squadra vince per 2-1.
Dopo aver collezionato più di 100 presenze con la maglia del Willem II, nell'estate del 2010 si trasferisce in Spagna per giocare in Primera División con il Real Saragozza.
Esordisce in campionato alla terza giornata di campionato, entrando in campo nel secondo tempo al posto di Bertolo nella partita contro il Racing Santander persa 2-0.
Il 23 gennaio 2011, nella partita contro il Deportivo, segna il primo gol che regala agli aragonesi la vittoria per 1-0. Due partite dopo, alla La Romareda, segna il gol del pareggio contro il Racing Santander su assist del capitano Gabi.
Scende in campo all'andata e al ritorno anche in Coppa del Re contro il Betis Siviglia. Conclude la stagione con 23 presenze e due gol e resta svincolato.
Nel mercato estivo viene ingaggiato dal Al-Wakrah, club della Qatar Stars League, la massima serie del campionato qatariota di calcio.

## Palmarès

### Club

#### Competizioni internazionali
- Coppa UEFA: 1

Feyenoord: 2001-2002